# Eduard Hodoušek
Eduard Hodoušek (18. září 1921 Volyně – 10. května 2004 Praha) byl český hispanista a překladatel ze španělštiny, portugalštiny, francouzštiny a angličtiny.

## Život
Po maturitě na gymnáziu v Plzni v roce 1940 pracoval do konce války jako úředník. Od roku 1945 studoval srovnávací dějiny literatury a estetiku na filosofické fakultě University Karlovy a studium zakončil v roce 1950 doktorátem. Byl mimo jiné žákem Václava Černého a Jana Mukařovského.
Po absolutoriu pracoval jako nakladatelský redaktor v Melantrichu (1950–1952), později v Státním nakladatelství krásné literatury (1952–1963). V letech 1963–1971 pracoval v Ústavu literatury Československé akademie věd. Pak se vrátil do nakladatelství Odeon, kde pracoval až do roku 1982, kdy odešel do důchodu.

## Dílo
Svůj první překlad – Jolán Földes: Zlaté náušnice – otiskl v roce 1948 tajně pod pseudonymem v Plzákově nakladatelství v Praze. Oficiálně publikoval poprvé překlad Fernanda de Rojase Celestina v roce 1956. Nejznámějšími Hodouškovými překlady jsou díla Alejo Carpentiera, Carlose Fuentese a Gabriela Garcíi Márqueze.

## Ocenění
Jeho překlad knihy Leopoldo Alas: Regentka byl oceněn Cenou Josefa Jungmanna Obce překladatelů za rok 2001.

## Spisy
- Španělské drama v Čechách v 19. století, Praha 1949, strojopis

### Překlady
- Leopoldo Alas: Regentka (La Regenta), Praha : Arista, 2001, ISBN 80-86410-16-1
- Juan José Arreola: Bájení (Confabulario), Praha : Odeon, 1974
- Alejo Carpentier: Barokní koncert ; Harfa a stín, Praha : Odeon, 1984
- Alejo Carpentier: Království z tohoto světa, Brno : Host, 1998, ISBN 80-86055-23-X
- Alejo Carpentier: Náprava dle metody (El recurso del método), Praha : Odeon, 1977
- Alejo Carpentier: Výbuch v katedrále (Siglo de las luces), Praha : Odeon, 1985
- Alejo Carpentier: Ztracené kroky (Los pasos perdidos), Praha : Odeon, 1979
- Anne Delbée: Camille Claudelová, Praha : Melantrich, 1998. ISBN 80-7023-266-8
- Anatole France: Bohové žízní ; Na bílé skále: Praha : Státní nakladatelství krásné literatury, hudby a umění, 1957
- Anatole France: Zločin Silvestra Bonnarda, člena Institutu (Le Crime de Sylvestre Bonnard, membre de l’Institut), Praha : SNKLHU, 1954
- Jolán Földes: Zlaté náušnice (Golden Earrings), Praha : Akropolis, 1993 ISBN 80-901020-7-7
- Carlos Fuentes: Nejprůzračnější kraj (La región más transparente), Praha : Odeon, 1966
- Jan od Kříže: Krátké spisy a korespondence, Kostelní Vydří : Karmelitánské nakladatelství, 1998, ISBN 80-7192-183-1
- Gabriel García Márquez: Kronika ohlášené smrti, Praha : Odeon, 1984
- Pablo Neruda: Veliký zpěv, Praha : Československý spisovatel, 1976 (s Janem Pilařem)
- Renato Prada Oropeza: Úsvit (Los fundadores del alba), Praha : Melantrich, 1978
- Juan Rulfo: Pedro Páramo. Llano v plamenech, Praha : Odeon, 1983
- Fernando de Rojas: Celestina, Praha : SNKLHU, 1956[2]
- Françoise Saganová: Šamáda (Chamade), Praha : Akropolis, 1994, ISBN 80-85770-07-5

### Slovníky
- Slovník spisovatelů : Španělsko, Portugalsko : literatura španělská, portugalská, katalánská, galicijská, baskická, vedoucí autorského kolektivu, Praha : Odeon, 1968
  - další vydání Praha : Libri, 1999, ISBN 80-85983-54-0
- Slovník spisovatelů Latinské Ameriky : Argentina, Bolívie, Brazílie, Dominikánská republika... , vedoucí autorského kolektivu, Praha : Libri, 1996, ISBN 80-85983-10-9